# Хіґо-Сінден-хан

Мон роду Хосокава

Хіґо-Сінден-хан (яп. 肥後新田藩, ひごしんでんはん) — хан в Японії, у провінції Хіґо, регіоні Кюсю. Дочірній хан Кумамото-хану.

## Короткі відомості
- Адміністративний центр: містечко Кумамото-Сінден (сучасне місто Уто префектури Кумамото). З 1868 року — містечко Такасе (сучасне місто Тамана префектури Кумамото)

- Інші назви: Такасе-хан (高瀬藩).

- Дохід: 35 000 коку.

- Управлявся родом Хосокава, що належав до тодзама і мав статус володаря табору (陣屋). Голови роду мали право бути присутніми у вербовій залі сьоґуна.

- Ліквідований в 1870.

## Правителі
| №  | Ім'я              | Ім'я     | Роки        | Ранг, титул     | Примітки                        |
| -- | ----------------- | -------- | ----------- | --------------- | ------------------------------- |
| 1  | Хосокава Тосісіґе | 細川利重 | 1666 — 1687 | 従五位下 若狭守 | Третій син Хосокави Міцунао     |
| 2  | Хосокава Тосімаса | 細川利昌 | 1687 — 1715 | 従五位下 采女正 | Старший син Хосокави Тосісіґе   |
| 3  | Хосокава Тосіясу  | 細川利恭 | 1715 — 1742 | 従五位下 備後守 | Другий син Хосокави Тосімаса    |
| 4  | Хосокава Тосіхіро | 細川利寛 | 1742 — 1767 | 従五位下 采女正 | Син Хосокави Тосікати           |
| 5  | Хосокава Тосіюкі  | 細川利致 | 1767 — 1781 | 従五位下 若狭守 | Третій син Хосокави Тосіхіро    |
| 6  | Хосокава Тосіцуне | 細川利庸 | 1781 — 1805 | 従五位下 能登守 | Четвертий син Хосокави Тосіхіро |
| 7  | Хосокава Тосікуні | 細川利国 | 1805 — 1810 | —               | Другий син Хосокави Тосіцуне    |
| 8  | Хосокава Тосітіка | 細川利愛 | 1810 — 1833 | 従五位下 采女正 | Третій син Хосокави Тосіцуне    |
| 9  | Хосокава Тосімоті | 細川利用 | 1833 — 1856 | 従五位下 能登守 | Старший син Хосокави Тосікуні   |
| 10 | Хосокава Тосінаґа | 細川利永 | 1856 — 1870 | 従五位下 若狭守 | Третій син Хосокави Тосітіки    |